# ABC (musikgruppe)
 For alternative betydninger, se ABC. (Se også artikler, som begynder med ABC)
ABC er et new-wave-band fra Storbritannien, dannet i 1980. Gruppen, som var en del af new romantic-bølgen, er stadig aktiv som koncertband og med pladeudgivelser.
Gruppen var i starten centreret omkring forsanger Martin Fry samt guitarist og keyboardspiller Mark White, Stephen Singleton på saxofon og trommeslager David Palmer.

## Diskografi
- The lexicon of love (1981).
- Abc the remix collection (1981).
- Absolutely (1981).
- The lexicon of love (remastered + bonus tracks) (1982).
- Beauty stab (1983).
- How to be a zillionaire (1985).
- Alphabet city (1987).
- Up (1989).
- Abracadabra (1991).
- Skyscraping (1997).
- Traffic (2008).
- The Lexicon of Love II (2016).